# Henri Matisse

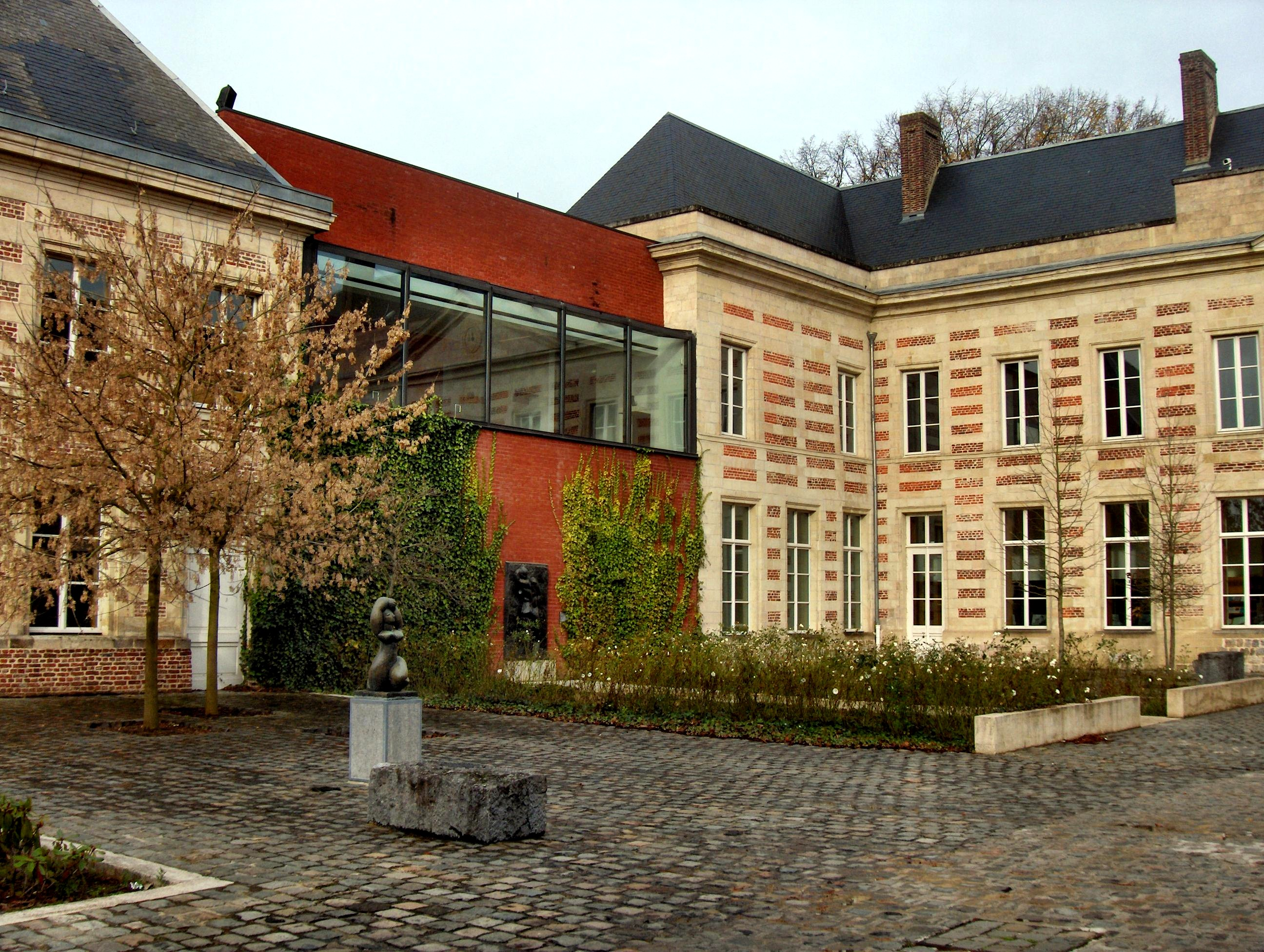
Muzeum Matisse’a w Le Cateau-Cambrésis

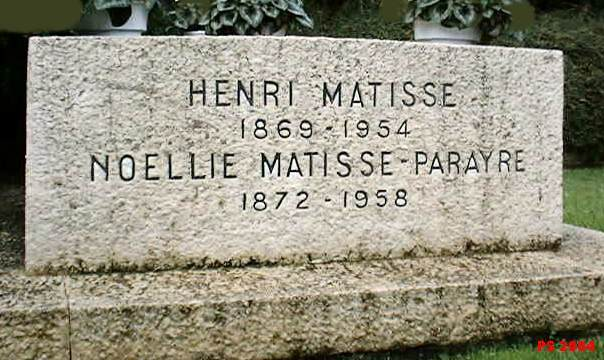
Grób Matisse’a i jego żony na cmentarzu Cimiez w Nicei

Henri Matisse (wym. [ɑ̃ˈʁi maˈtis]; ur. 31 grudnia 1869 w Le Cateau-Cambrésis, zm. 3 listopada 1954 w Nicei) – francuski malarz uważany za najsłynniejszego fowistę.

## Życiorys
Początkowo przygotowywał się do zawodu prawnika. Jednak w wieku 24 lat rozpoczął naukę malarstwa w paryskiej Szkole Sztuk Pięknych. Uczeń Gustave’a Moreau, początkowo tworzył pod wpływem impresjonistów oraz sztuki japońskiej. W 1905 wystawił swoje prace w Salonie Jesiennym. Wykształcił wkrótce własny styl. Sławę osiągnął już za swego życia. Matisse zapełniał swoje płótna plamami żywych, świetlistych, zwykle silnie kontrastowych barw, które częstokroć, w trosce o czytelność obrazu, obwodził delikatnym konturem.
Po operacji onkologicznej utracił sprawność fizyczną i poruszał się na wózku inwalidzkim (nie mógł pracować przy sztalugach) – zmienił się wtedy profil jego twórczości – tworzył odtąd papierowe kolaże. Henri Matisse był rywalem Pabla Picassa.
Zmarł na atak serca w swoim mieszkaniu w Nicei.

## Dzieła
- Akt leżący z draperią (1923–24, 38 × 61 cm, Musée de l’Orangerie, Paryż
- Akt siedzący na ornamentowym tle (1925–26), 130 × 98 cm, Centre Georges Pompidou, Paryż
- Akt siedzący z tamburynem (1926), 74,3 × 55,7 cm, Metropolitan Museum of Art, Nowy Jork
- Algierka (1909), 81 × 65 cm, Centre Georges Pompidou, Paryż
- Autoportret (1906), 55 × 46 cm, Statens Museum for Kunst, Kopenhaga
- Autoportret (1918), 65 × 54 cm, Musée Matisse, Le Cateau-Cambrésis
- Czerwona pracownia (1911), 180 × 220 cm, Museum of Modern Art, Nowy Jork
- Czerwony pokój lub Harmonia czerwieni (1908–09), 180 × 246 cm, Ermitaż, Sankt Petersburg
- Czytająca dziewczyna (1905–06), 75 × 60 cm, Museum of Modern Art, Nowy Jork
- Drzewo (1898), 18 × 22 cm, Musée des Beaux-Arts, Bordeaux
- Hiszpanka, harmonia w błękicie (1923), 47 × 28 cm, Metropolitan Museum of Art, Nowy Jork
- Kobieta w błękicie (1937), 92,7 × 73,6 cm, Museum of Art, Filadelfia
- Martwa natura z bakłażanami (1911), 212 × 246 cm, Musée de Grenoble
- Muzyka (1910), 260 × 389 cm, Ermitaż, Sankt Petersburg
- Nimfa i Satyr (1909), 89 × 117 cm, Ermitaż, Sankt Petersburg
- Odaliska z uniesionymi ramionami (1923, 65 × 50 cm, National Gallery of Art, Waszyngton
- Pani Matisse. Portret z zieloną smugą (1905), 40,5 × 32,5 cm, Statens Museum for Kunst, Kopenhaga
- Portret Deraina (1905), 38 × 28 cm, Tate Britain, Londyn
- Przepych, spokój, rozkosz (1904), 98 × 118 cm, Musée d’Orsay, Paryż
- Radość życia (1905–06), 174 × 238 cm, The Barnes Foundation, Merion
- Rodzina artysty (19110, 143 × 194 cm, Ermitaż, Sankt Petersburg
- Różowy akt (1935), 66 × 93 cm, Museum of Art, Baltimore
- Smutek króla (1952), 292 × 386 cm, Centre Georges Pompidou, Paryż
- Ślimak (1953), 286 × 287 cm, Tate Britain, Londyn
- Taniec (1909–10), 260 × 390 cm, Ermitaż, Sankt Petersburg
- Taniec (1912), 190,5 × 114,5 cm, Muzeum Sztuk Pięknych im. Puszkina w Moskwie
- Ulica w Arcueil (1899), 22 × 27 cm, Statens Museum for Kunst, Kopenhaga
- Wielkie czerwone wnętrze (1948), 146 × 97 cm, Centre Georges Pompidou, Paryż
- Złote rybki (1911), 147 × 98 cm, Muzeum Sztuk Pięknych im. Puszkina w Moskwie